# Gobionellus munizi
Gobionellus munizi är en fiskart som beskrevs av Vergara R., 1978. Gobionellus munizi ingår i släktet Gobionellus och familjen smörbultsfiskar. Inga underarter finns listade i Catalogue of Life.